# ファビオ・メケッティ
ファビオ・メケッティ（Fabio Mechetti、1957年8月27日－）は、ブラジルの指揮者。

## 経歴
1957年サンパウロ生まれ。ジュリアード音楽院で作曲と指揮を学び修士号を取得。1989年デンマークのニコライ・マルコ国際指揮者コンクールで優勝。
1992年から1999年までシラキュース交響楽団、1993年から2004年までスポケーン交響楽団、1999年から2014年までジャクソンビル交響楽団の音楽監督、2008年からブラジル・ベロオリゾンテのミナスジェライス・フィルハーモニー管弦楽団の音楽監督、2014年から2020年までマレーシア・フィルハーモニー管弦楽団首席指揮者を務める。
これまでに、シアトル交響楽団、ユタ交響楽団、ロチェスター・フィルハーモニー管弦楽団などに客演。
オペラ指揮者としても、ワシントン・オペラでデビューし、リオデジャネイロ市立劇場などで活躍している。
日本では、東京交響楽団、札幌交響楽団、広島交響楽団を指揮。